# Ermenberga
Ermenberga o Ermemberga (fine del VI secolo – dopo il 608) è stata una principessa visigota che per alcuni mesi, tra il 607 ed il 608, divenne regina consorte di Burgundia, in quanto moglie del re franco della dinastia dei merovingi, Teodorico II.

## Origine
Figlia del re dei Visigoti, Viterico e della moglie, di cui non si conoscono né gli ascendenti né il nome. 

## Biografia
Il cronista del VII secolo, Fredegario, ci narra che, nell'anno 607, il re dei Franchi di Burgundia, Teodorico II, inviò nella penisola iberica, Aridio, vescovo di Lione, accompagnato da Roccone ed Epporino, per incontrare il re dei Visigoti, Viterico, con l'incarico di chiedere la figlia di quest'ultimo, Emenberga, in moglie per il proprio re, Teoderico II.
Anche con l'auspicio di una alleanza duratura tra i due popoli, stipulato un contratto di matrimonio e ricevuta assicurazione che mai sarebbe stata privata del rango promessole da Teodorico, Ermenberga, fu consegnata ai tre ambasciatori che, con un grande seguito l'accompagnarono in Burgundia, e, a Chalon-sur-Saône, fu ricevuta con tutti gli onori e con manifestazioni di affetto a di rispetto e fu presentata ad un contento Teodorico.
Però la nonna di Teodorico Brunilde, che era contraria a tale politica, ma non era riuscita ad impedire la trattativa delle nozze, riuscì, creando incidenti, a ritardare la data delle nozze, e nel frattempo convinse Teudila, sorella del re, sul quale aveva una grande influenza, che la principessa visigota, sia per qualità fisiche che morali non fosse degna sposa di un re.
Le due donne fecero tali e tante pressioni che portarono Teodeberto a cambiare idea sulla sua futura sposa, tanto che, con vari pretesti, le nozze ufficiali furono rinviate ed il matrimonio non venne consumato.
I rinvii si protrassero per circa un anno, ed alla fine Ermenberga fu rinviata dal padre, a Toledo, senza però restituirle la dote.
Il re, Viterico, adirato per tale trattamento, ed indignato per l'affronto subito, cercò di organizzare una alleanza a quattro, col re dei Franchi d'Austrasia, Teodeberto II, col re dei Franchi di Neustria, Clotario II, e col re dei Longobardi, Agilulfo, per poter conquistare, dividersi in quattro parti la Burgundia e sopprimere Teodorico II.
Viterico inviò gli ambasciatori presso i succitati re, però l'ambasciatore dei goti che era andato via mare, fu trasportato dal mare italiano alle sponde iberiche, e questo fu interpretato come un segno divino e quindi non se ne fece più nulla.
Forse vi fu anche la defezione di Teodeberto II, fratello di Teodorico, che aveva promesso al fratello un compenso territoriale.
Viterico morì poco dopo e la spedizione contro la Burgundia non si fece più.
Non si hanno notizie sulla morte di Ermenberga.

### Fonti primarie
- (LA)  Fredegario, FREDEGARII SCHOLASTICI CHRONICUM CUM SUIS CONTINUATORIBUS, SIVE APPENDIX AD SANCTI GREGORII EPISCOPI TURONENSIS HISTORIAM FRANCORUM.